# Anna Terestyényi
Anna Terestyényi (* 22. März 2001 in Kaposvár) ist eine ungarische Fußballspielerin.

## Karriere

### Vereine
Terestyényi begann für den in ihrem Geburtsort ansässigen Kaposvári Rákóczi FC mit dem Fußballspielen. Dem Jugendalter entwachsen wurde sie vom Hauptstadtverein Ferencvárosi TC verpflichtet, kam in der Női NB I, der höchsten Spielklasse im ungarischen Frauenfußball, jedoch zu keinem Punktspiel. Ihre Mannschaft gewann nach der regulären Saison das Finale um die Meisterschaft in einem dritten entscheidenden Spiel am 18. Juni 2020 gegen die Frauenfußballabteilung des MTK Budapest FC mit 2:1, nachdem beide Mannschaften ihr Heimspiel mit einem Tor Unterschied zuvor gewonnen hatten.
Von 2020 bis 2022 spielte sie für den Soroksár SC, zunächst in der Női NB II. Als Meister der zweithöchsten Spielklasse, stieg sie in die Női NB I auf. In dieser Spielklasse bestritt sie 15 Punktspiele in der regulären Saison und zwei in der Relegationsrunde um den Ligaverbleib, die in Hin- und Rückspiel ausgetragen und jeweils mit 2:0 gegen den Kelen SC gewonnen wurden. Von 2022 bis 2024 gehörte sie dem in Székesfehérvár ansässigen MOL Fehérvár FC an, wie sich der Fehérvár FC unter dem Sponsornamen des ungarischen Mineralölkonzern MOL von 2019 bis 2023 nannte.
Zur Saison 2024/25 wurde sie vom Bundesligaaufsteiger 1. FFC Turbine Potsdam verpflichtet. Ihr Pflichtspieldebüt erfolgte in der höchsten Spielklasse zum Saisonstart am 31. August 2024 bei der 0:2-Niederlage im Heimspiel gegen den amtierenden Deutschen Meister FC Bayern München. Anfang Februar 2025 wurde ihr Vertrag aufgelöst.

### Nationalmannschaft
Nachdem Terestyényi für die Nachwuchsnationalmannschaften des MLSZ in den Altersklassen U16 und U19 zu Länderspieleinsätzen gekommen war, kam sie in der U19-Nationalmannschaft in jeweils drei Spielen der ersten Runde im Oktober und der Eliterunde im April für die anstehende Europameisterschaft 2018 zum Einsatz.
In die A-Nationalmannschaft wurde sie das erste Mal für das letzte Spiel der WM-Qualifikationsgruppe B bei der 0:3-Niederlage gegen die Nationalmannschaft Spaniens berufen, jedoch nicht eingesetzt.

## Erfolge
Ferencvárosi TC
- Ungarischer Meister 2020 (ohne Einsatz)

Soroksár SC
- Meister Női NB II 2021 und Aufstieg in die Női NB I